# Malouetia pubescens
Malouetia pubescens är en oleanderväxtart som beskrevs av Markgraf. Malouetia pubescens ingår i släktet Malouetia och familjen oleanderväxter. Utöver nominatformen finns också underarten M. p. glabra.